# Josh Rock
Josh Rock (* 13. dubna 2001) je severoirský hráč šipek působící v organizaci Professional Darts Corporation (PDC). V roce 2022 se stal juniorským mistrem světa. První televizní semifinále si zahrál v roce 2025 na UK Open, v témže roce pak společně s Darylem Gurneym ovládli týmový World Cup of Darts.

## Výsledky na mistrovství světa

### PDC
- 2023: 4. kolo (porazil ho Jonny Clayton 3–4)
- 2024: 2. kolo (porazil ho Berry van Peer 1–3)
- 2025: 3. kolo (porazil ho Chris Dobey 2–4)

## Finálové zápasy

### Týmové turnaje PDC: 1 (1 titul)
| Výsledek | No. | Rok  | Turnaj             | Tým           | Spoluhráč    | Soupeři                              | Skóre    |
| -------- | --- | ---- | ------------------ | ------------- | ------------ | ------------------------------------ | -------- |
| Vítěz    | 1.  | 2025 | World Cup of Darts | Severní Irsko | Daryl Gurney | Wales – Gerwyn Price a Jonny Clayton | 10–9 (l) |

## Výsledky na turnajích

### PDC
| Hodnocené televizní turnaje     |     |     |     |    |
| Mistrovství světa               | DNQ | 4R  | 2R  | 3R |
| World Masters                   | DNQ | DNQ | 1R  | 2R |
| UK Open                         | 1R  | 3R  | 5R  | SF |
| World Matchplay                 | DNQ | 1R  | 1R  |    |
| World Grand Prix                | DNQ | 1R  | 1R  |    |
| Mistrovství Evropy              | 2R  | 1R  | 1R  |    |
| Grand Slam                      | 2R  | QF  | RR  |    |
| Players Championship Finals     | 1R  | 2R  | 2R  |    |
| Nehodnocené televizní turnaje   |     |     |     |    |
| World Cup                       | DNQ | DNQ | QF  | W  |
| Mistrovství světa juniorů       | W   | QF  | DNP |    |
| Statistika                      |     |     |     |    |
| Pořadí v žebříčku na konci roku | 36. | 21. | 16. |    |

| Legenda | Legenda | Legenda | Legenda        | Legenda | Legenda           | Legenda | Legenda     | Legenda | Legenda   |
| ------- | ------- | ------- | -------------- | ------- | ----------------- | ------- | ----------- | ------- | --------- |
| #R      | kolo    | QF      | čtvrtfinále    | SF      | semifinále        | F       | finalista   | W       | vítěz     |
| RR      | skupina | DNP     | nezúčastnil se | DNQ     | nekvalifikoval se | NH      | nekonalo se | WD      | odstoupil |

## Zavření na devět šipek
Seznam televizních zakončení legů devítkou, tedy nejnižším možným množstvím šipek.
| Datum             | Soupeř             | Turnaj              | Metoda                          |
| ----------------- | ------------------ | ------------------- | ------------------------------- |
| 17. listopad 2022 | Michael van Gerwen | Grand Slam of Darts | 3 × T20; 3 × T20; T20, T19, D12 |